# リアド・サトゥフ
リアド・サトゥフ（Riad Sattouf、アラビア語: رياض سطوف、1978年5月5日 - ）は、フランスの漫画家、映画監督。父親はシリア人で母親はフランス人である。2004年から2014年まで、シャルリー・エブドで働いていた。

## 受賞
- アングレーム国際漫画祭 最優秀作品賞（2015年） - 『未来のアラブ人』[2]